# 21627 Sillis
21627 Sillis este un asteroid din centura principală de asteroizi.

## Descriere
21627 Sillis este un asteroid din centura principală de asteroizi. A fost descoperit pe 13 iulie 1999 la Socorro, New Mexico, în cadrul proiectului LINEAR. Asteroidul prezintă o orbită caracterizată de o semiaxă mare de 2,55 ua, o excentricitate de 0,20 și o înclinație de 12,3° în raport cu ecliptica.